# Дамьянович, Деян (1986)
Деян Дамьянович (черног. Дејан Дамјановић / Dejan Damjanović; 8 июля 1986, Плевля, СФРЮ) — черногорский футболист, защитник клуба «Плевля», выступающего в третьем дивизионе чемпионата Черногории. Профессиональную карьеру начал в «Рударе» в 2004 году. За свою карьеру играл в клубах «Ком», «Напредак», «Бар» и «Ловчен».